# 栗田健
栗田 健（くりた けん、1931年11月3日 - 2022年1月 ）は、日本の経済学者、明治大学名誉教授、顧問。東京都出身。元明治大学総長。

## 略歴

### 学歴
- 1950年 - 東京都立第三高等学校（現両国高校）卒業
- 1954年 - 横浜国立大学経済学部卒業、長洲一二ゼミ出身[3]
- 1956年 - 東京大学大学院社会科学研究科応用経済学専攻修士課程修了、指導教官大河内一男[3]
- 1961年 - 『イギリス労働組合の歴史的研究：組織形態分析』で同博士課程終了（同年9月経済学博士）[4]

### 職歴
- 1961年 - 明治大学商学部専任助手に採用，翌年専任講師，1965年助教授，1970年教授
- 1969年 - 臨時学長室専門員（1年間）
- 1971年 - 在外研究でイギリスに出張
- 1984年 - 再び学長室専門員（2年間）
- 1986年 - 大学院商学研究科委員長（2年間）
- 1988年 - 一部教務部長（4年間）
- 1994年 - 商学部長（1996年3月まで）
- 1996年 - 学校法人明治大学総長就任
- 2004年 - 同退任　明治大学顧問に就任　名誉教授

この間に北海道大学、新潟大学、東京大学で非常勤講師など歴任

### 学外における主な活動
- 1976年 - 社会政策学会幹事（1996年まで）、同学会年報編集委員長（1978年まで）
- 1982年 - 同代表幹事（1984年まで）
- 1985年 - 日本学術会議経済政策研究連絡委員会委員（3年間）
- 1986年 - 学術審議会専門委員（1988年まで）
- 1991年 - 日本学術会議経済政策研究連絡委員会委員（3年間）
- 1994年 - 社会政策学会学会賞選考委員長（2年間）
- 1996年 - 社団法人日本私立大学連盟常務理事
- 1997年 - 財団法人大学基準協会理事、文部省大学設置・学校法人審議会大学設置分科会委員（2001年1月まで）
- 2001年 - 文部科学省大学設置・学校法人審議会学校法人分科会会長（2002年4月まで）

## 著書

### 単著
- 『イギリス労働組合史論』未来社 1963（増補版1978）
- 『現代労使関係の構造』東京大学出版会 1978
- 『労働組合』日本労働協会 1983（第2版1994）
- 『日本の労働社会』東京大学出版会 1994

### 共著
- 『戦後日本の労働調査』東京大学出版会 1970
- 『現代資本主義と多元社会』日本評論社 1979
- 『転換期における労使関係の実態』東京大学出版会 1981
- 『社会政策s －現代の労働問題－』有斐閣 1981
- 『現代イギリスの経済と労働』御茶の水書房 1985
- 『社会･労働運動大年表』労働旬報社 1987

## 栄典
- 2011年4月 瑞宝中綬章受章[5]